# Nerio I Acciaioli
Nerio I Acciaioli, född okänt år, död 25 september 1394, var en regent i den grekiska korsfararstaten hertigdömet Aten från 1388 till 1394. 
Han var son till den italienska adelsmannen Jacopo Acciaioli från Florens och Bartolommea Ricasoli. 1371 blev han guvernör för sin släkting Angelo Acciaiolis borgar och gods i Grekland. 
Hertigdömet Aten styrdes under denna tid av katalanska guvernörer för kungadömet Siciliens räkning. När Atens katalanska guvernör Matteo de Peralta dog 1374 erövrade Nerio snabbt den atenska staden Megara, och bedrev sedan krig mot katalanska kompaniet i Aten. 1378 blev han medlem i Navarrakompaniet och allierad med hospitalerriddaren Juan Fernández de Heredia, året därpå erövrade de Tebe. 
Från 1385 kallade Nerio sig hertig av Aten. 1386 erövrade han staden Aten förutom borgkullen, och 1388 hade han erövrat borgen Aten och därmed blivit hertigdömet Atens härskare. Nerio slöt 1391 ett förbund med furstendömet Achaea mot Navarrakompaniet. Formellt tillerkändes han titeln hertig av Aten 11 januari 1394.